# IC 4441
IC 4441 = IC 4444 ist eine Balken-Spiralgalaxie vom Hubble-Typ SBbc im Sternbild Wolf am Südsternhimmel. Sie ist schätzungsweise 82 Millionen Lichtjahre von der Milchstraße entfernt und hat einen Durchmesser von etwa 40.000 Lj.

Im selben Himmelsareal befindet sich u. a. die Galaxie NGC 5643.
Das Objekt wurde am 28. März 1897 von Lewis Swift entdeckt.